# Pingo Canadian Landmark
Pingo Canadian Landmark ist ein 16,4 km² großes Gebiet, in dem Pingos, erdbedeckte Eiskerne, geschützt werden. Es liegt 5 km südwestlich von Tuktoyaktuk in den Nordwest-Territorien von Kanada am Eismeer.
In der Umgebung von Tuktoyaktuk gibt es etwa 1350 Pingos, ein Viertel aller auf der Erde vorkommenden. Das 1984 nach vertraglicher Einigung mit den Inuvialuit durch Parks Canada eingerichtete Pingo Canadian Landmark schützt acht von ihnen, darunter den Ibyuk Pingo, der seine Umgebung um 49 m überragt und damit als größter Pingo Kanadas und zweitgrößter der Welt gilt. Er wächst jährlich um durchschnittlich 2,7 cm. Sein Alter wird auf mindestens 1000 Jahre geschätzt.

## Fauna
Aufgrund der geringen Größe des Gebiets gibt es nur wenige Tiere, die hier ständig leben.
Zuweilen werden in der Gegend Rentiere gesichtet. Größere Raubtiere wie Grizzlybären, Eisbären und Wölfe wandern manchmal auf Nahrungssuche durch die Gegend. Kleinere Tiere wie Polarfuchs, Rotfuchs und Arktischer Ziesel sind häufiger. Die relativ trockenen und sandigen Flächen sind ideal für diese kleinen Tiere.
Die Region ist ein wichtiger Lebensraum für Brut- und Zugvögel, vor allem Wasservögel. Im späten Frühjahr wird der Bereich Rastplatz für Nonnengans und in geringerem Umfang Blässgans und Schneegans. Die Gegend ist wichtig für Zwergschwan und Eistaucher. Gänsevögel wie Stockenten, Amerikanische Krickente, Prachteiderente, Eiderente und Eisente sind ebenso vorhanden wie eine Vielzahl von Möwen und Watvögeln.